# Graham Kavanagh
Graham Anthony Kavanagh (ur. 2 grudnia 1973 w Dublinie) – irlandzki piłkarz występujący na pozycji pomocnika. Trener piłkarski.

## Kariera klubowa
Kavanagh karierę rozpoczynał w 1990 roku w drugoligowym zespole Home Farm. W 1991 roku został graczem angielskiego Middlesbrough z Division Two. W sezonie 1991/1992 awansował z nim do Premier League. W lidze tej zadebiutował 21 października 1992 w przegranym 0:1 meczu z Nottingham Forest. W sezonie 1992/1993 wraz z klubem zajął 21. miejsce w lidze i spadł z nim do Division One. W 1994 roku był wypożyczony do Darlington z Division Three. Następnie wrócił do Middlesbrough, z którym w sezonie 1994/1995 awansował z powrotem do Premier League. 30 marca 1996 w wygranym 1:0 pojedynku z Leeds United strzelił swojego jedynego gola w Premier League. W Middlesbrough grał do końca sezonu 1995/1996.
W 1996 roku Kavanagh został wypożyczony z Middlesbrough do Stoke City (Division One). W tym samym roku przeszedł do Stoke na zasadzie transferu definitywnego. W sezonie 1997/1998 wraz z zespołem spadł do Division Two. W 2001 roku przeszedł do innego klubu tej ligi, Cardiff City. W sezonie 2002/2003 awansował z nim do Division One. W trakcie sezonu 2004/2005 odszedł do Wigan Athletic, także grającego w Championship. Na koniec tamtego sezonu wraz z Wigan zajął 2. miejsce w Championship i awansował z nim do Premier League.
W 2006 roku Kavanagh za 500 tysięcy funtów przeszedł do Sunderlandu z Championship. Z tego klubu dwukrotnie był wypożyczany do Sheffield Wednesday (Championship), a także raz do Carlisle United (League One). W 2009 roku podpisał kontrakt z Carlisle. W 2011 roku zakończył tam karierę.
W Premier League rozegrał 54 spotkania i zdobył 1 bramkę.

## Kariera reprezentacyjna
W reprezentacji Irlandii Kavanagh zadebiutował 25 marca 1998 w przegranym 1:2 towarzyskim meczu z Czechami. 28 kwietnia 1999 w wygranym 2:0 towarzyskim pojedynku ze Szwecją strzelił swojego jedynego gola w kadrze. W latach 1998–2006 w drużynie narodowej rozegrał 16 spotkań.